# Rodengo-Saiano
Rodengo-Saiano este o comună în Provincia Brescia, Italia. În 2019 avea o populație de 9,841 de locuitori.

## Demografie
Rodengo-Saiano - evoluția demografică

|  | Graficele sunt indisponibile din cauza unor probleme tehnice. Mai multe informații se găsesc la Phabricator și la wiki-ul MediaWiki. |

Date: Recensăminte sau birourile de statistică - grafică realizată de Wikipedia